# Артур Ганч
Артур Рудольф Ганч (нар. 7 березня 1857, Дрезден — пом. 14 березня 1935, Дрезден) — німецький хімік-органік, професор.

## Життєпис
Народився в Дрездені. Закінчив Дрезденський університет (1879). Працював у Вюрцбурзькому університеті (1880). Професор Цюрихського політехнічного інституту (з 1882), Вюрцбурзького (з 1893) та Лейпцизького (1903—1927) університетів.

## Наукова діяльність
Ганчем закладені важливі основи для синтезу гетероциклічних сполук азоту і стереохімії сполук азоту. Іншими галузями дослідження були електрохімія та спектроскопія органічних сполук.
У 1882 році відкрив реакцію одержання похідних піридину циклоконденсацією естерів β-кетокислот з альдегідами або кетонами та амоніаком (реакція Ганча). Синтезував тіазол (синтез тіазолів за Ганчем) (1890), імідазол, оксазол і селенозол. У 1890 році відкрив реакцію утворення пірольного кільця при конденсації ацетооцтового естеру, α-хлоркетонів та аміаку або амінів (синтез піролів за Ганчем).
Спільно з Альфредом Вернером встановив у 1890 році структуру азотовмісних сполук типу оксимів та азобензолу і висунув (1890) теорію стереоізомерів молекул, що містять подвійний зв'язок азот—вуглець; існування двох ізомерів монооксидів пояснив як випадок геометричної ізомерії. Показав (1894), що діазосполуки можуть існувати у вигляді син- і анти- форм. Був прихильником концепції, згідно з якою властивості кислот залежать від їх взаємодії з розчинниками. Висунув у 1923 році теорію псевдокислот і псевдооснов.